# Ryūjō (Schiff, 1933)
Die Ryūjō (jap. 龍驤, dt. „Drachenpferd“) war ein Leichter Flugzeugträger der Kaiserlich Japanischen Marine, der im Zweiten Weltkrieg zum Einsatz kam.

## Geschichte

### Entwicklungsgeschichte
Der Flottenvertrag von Washington vom 6. Februar 1922 beendete das nach dem Ersten Weltkrieg begonnene maritime Wettrüsten und regelte die Flottengröße zwischen dem Japanischen Kaiserreich, dem Vereinigten Königreich und den Vereinigten Staaten sowie Frankreich und Italien. In diesem wurde den Vertragsparteien bei den verschiedenen Schiffstypen eine bestimmte Gesamtverdrängung zugebilligt.
Bei den Flugzeugträgern waren dies für die Vereinigten Staaten und das Vereinigte Königreich 135.000 tn.l., für Japan 81.000 tn.l. und für Frankreich und Italien 60.000 tn.l. (1 long ton (tn.l.) = 1,016 metrische Tonne (t) = 1.016 kg). Da aber im Vertrag Flugzeugträger unter 10.000 tn.l. nicht als „Flugzeugträger“ galten, plante die Kaiserlich Japanische Marine, sich diese Vertragslücke zu Nutze zu machen und einen Träger mit 7.900 tn.l. (8.000 t) zu bauen.
Erst nachdem die spätere Ryūjō bereits auf Kiel gelegt worden war, wurde diese Vertragslücke durch Artikel 3 des ersten Flottenvertrages von London vom April 1930 geschlossen. Aus diesem Grund, aber auch wegen technischer Probleme, war das Schiff der einzige Leichte Flugzeugträger, welcher von Japan bis zum Zweiten Weltkrieg gebaut wurde.

### Bau
Der Bauauftrag für die spätere Ryūjō wurde an das Unternehmen Mitsubishi vergeben. Die konzerneigene Werft in Yokohama streckte am 26. November 1929 den Kiel für den neuen Flugzeugträger, und weniger als zwei Jahre später, am 2. April 1931, konnte das Schiff vom Stapel gelassen werden.
Die Fertigstellung bzw. Endausrüstung erfolgte ab dem 25. April 1931 in der Marinewerft in Yokosuka, wo das Schiff am 9. Mai 1933 unter dem Kommando von Kapitän Matsunaga Toshio in Dienst gestellt wurde. Er war bereits seit dem 1. Dezember 1931 als sogenannter „Oberster Ausrüstungsoffizier“ (jap. 艤装員長, gisō inchō) mit der Baubelehrung beauftragt gewesen.

### Einsatzgeschichte

#### Vorkriegszeit

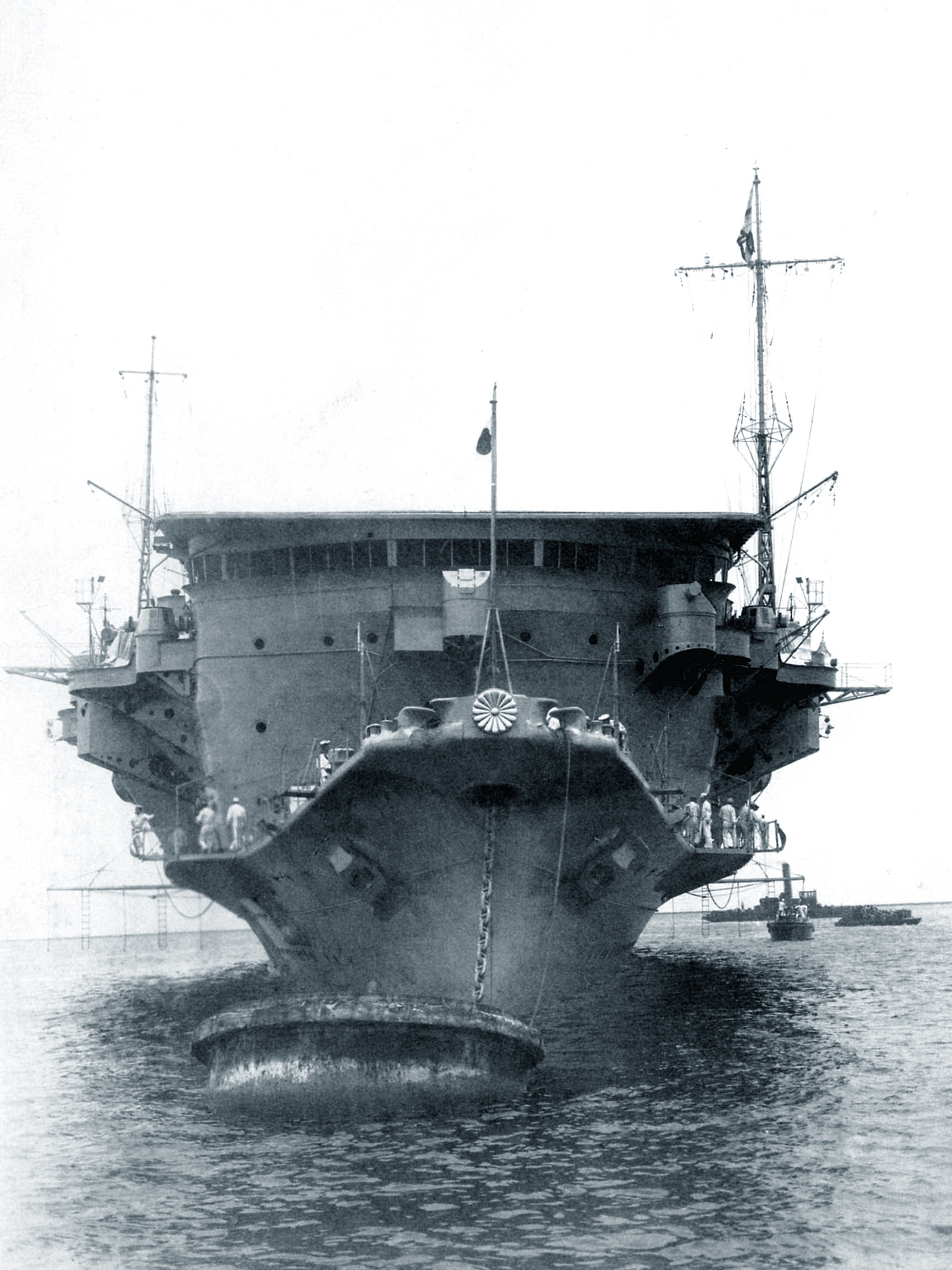
Bugansicht der Ryūjō, im Juni 1933.

Nach Indienststellung der Ryūjō wurden zwischen Juni und September 1933 Seeerprobungen und Übungen für ihre Luftgruppe durchgeführt, die zu diesem Zeitpunkt aus 12 Flugzeugen – neun Torpedobombern Mitsubishi B1M (plus drei Ersatzmaschinen) und drei Jagdflugzeugen Nakajima A1N1 (plus zwei Ersatzmaschinen) – bestand.
Infolge des sogenannten Tomozuru-Zwischenfalls (am 12. März 1934, nur wenige Wochen nach seiner Indienststellung, war das Torpedoboot Tomozuru wegen Topplastigkeit unter Verlust eines Großteils der Besatzung gekentert) setzte die japanische Marine einen Untersuchungsausschuss ein, um die Stabilität ihrer Schiffe zu prüfen. Als Ergebnis dieser Inspektion wurde bei mehreren Schiffen, darunter auch bei der Ryūjō, ein Mangel an Rollfähigkeit festgestellt. Entsprechend wurde der Träger für die Behebung seiner Stabilitätsprobleme vom 26. Mai bis 20. August 1934 in der Marinewerft in Kure eingedockt.
Nach der Rückkehr in den Dienst bildete der Träger zusammen mit der Hōshō und vier Zerstörern ab dem 15. November 1934 die 1. Trägerdivision unter dem Kommando von Konteradmiral Wada Hideho als dessen Flaggschiff. Ab Dezember 1934 wurde die Ryūjō zur Erprobung von Taktiken für trägergestützte Aufklärungsflugzeuge eingesetzt. Ihre Luftgruppe bestand zu diesem Zeitpunkt aus sechs Aufklärungsflugzeugen Nakajima E4N3-C (plus zwei Ersatzmaschinen), sechs Torpedobombern Yokosuka B3Y1 (plus zwei Ersatzmaschinen) und zwölf Jagdflugzeugen Nakajima A2N1 (plus vier Ersatzmaschinen). Bis Februar 1935 wurde das für die Erprobungen eingesetzte Aufklärungsflugzeug getestet und als zu zerbrechlich, und damit ungeeignet für die geplante Rolle, eingestuft.
Ab September 1935 wurde die 1. Trägerdivision für die jährlichen Manöver der 4. Flotte zugeteilt, womit die Ryūjō am sogenannten „Zwischenfall der 4. Flotte“ beteiligt war. Bei diesem Zwischenfall geriet der Flottenverband in einen schweren Taifun. Dabei wurde zwei Zerstörern der Fubuki-Klasse der Bug abgerissen, weitere Schiffe, unter ihnen die Kreuzer Myōkō und Mogami, erlitten ernsthafte Schäden. Bei der Ryūjō wurde der Hangar überflutet, dazu kamen Schäden im Bug- und Brückenbereich. Die Beseitigung der Schäden und Überholungsarbeiten dauerten vom 11. Oktober 1935 bis 31. Mai 1936 und wurden in der Marinewerft von Kure durchgeführt.
Im Anschluss an ihre Werftliegezeit wurden von Juni bis August 1936 Versuchsfahrten durchgeführt und zwölf Aichi D1A Sturzkampfbomber (plus vier Reservemaschinen) eingeschifft. Mit diesen sowie mit 24 Nakajima A4N1 Jagdflugzeugen (plus acht Reservemaschinen), wurden entsprechende Angriffsverfahren erprobt und als zufriedenstellend erachtet. Ab September 1936 war die Ryūjō dann wieder das Flaggschiff der 1. Trägerdivision unter dem Kommando von Konteradmiral Satō Saburō.
Während der Flottenmanöver in der Nähe von Kōbe setzte sich die Luftgruppe aus einer Mischung von Yokosuka-B3Y1-Torpedobombern, Aichi-D1A1-Sturzkampfbombern und älteren Nakajima-A2N-Jagdflugzeugen zusammen. Dabei wurden am 29. Oktober die Sturzkampfbombertaktiken erfolgreich vorgeführt. Man entschloss sich, die Ryūjō auf solche Angriffe zu spezialisieren, weshalb ihre Torpedobomber auf andere Flugzeugträger verlegt wurden.

#### Zweiter Japanisch-Chinesischer Krieg

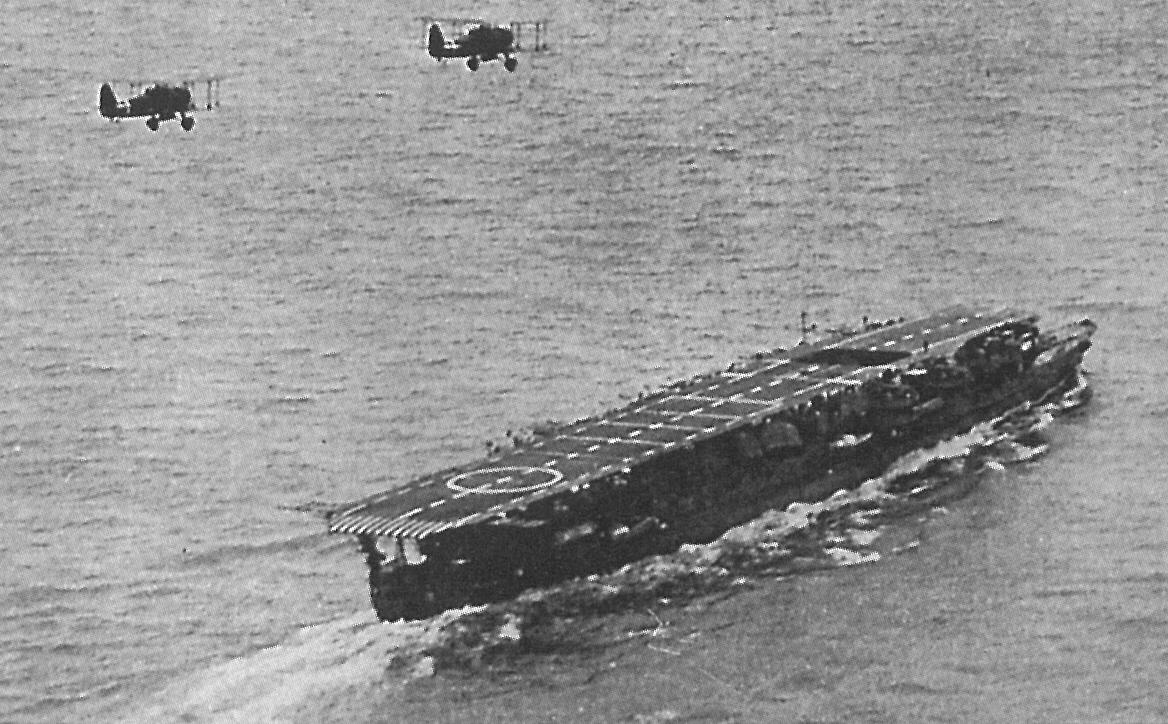
Die Ryūjō während des Zweiten Japanisch-Chinesischen Krieges mit zwei Aichi D1A2

Am 7. Juli 1937 ereignete sich ein Feuergefecht zwischen japanischen und chinesischen Soldaten an der Marco-Polo-Brücke in Peking (Zwischenfall an der Marco-Polo-Brücke), welcher als Auslöser des Zweiten Japanisch-Chinesischen Krieges gilt.
Infolgedessen lief die 1. Trägerdivision am 11. August aus Sasebo aus und traf am Morgen des 13. August vor Shanghai ein. Der Trägerverband wurde in die 3. Flotte unter Vizeadmiral Hasegawa Kiyoshi integriert und am 15. August durch die Kaga verstärkt, um Operationen entlang der chinesischen Küste um Shanghai und landeinwärts durchzuführen (Schlacht um Shanghai).
Die Kräfte der japanischen Marineluftstreitkräfte bestanden zu dieser Zeit vor Ort nur aus 80 trägergestützten Flugzeugen. Davon stellte die Luftgruppe der Ryūjō 27 Flugzeuge (fünfzehn Aichi D1A1 Sturzkampfbomber und zwölf A4N1 Jagdflugzeuge, dazu vier Reservemaschinen). Bis zum 1. September flogen die Piloten des Trägers mehrere Einsätze gegen chinesische Stellungen, wobei zwei Sturzkampfbomber mit ihren Besatzungen verloren gingen. Im Anschluss verlegte die 1. Trägerdivision nach Sasebo, wo am 3. und 4. September Nachschub an Bord genommen wurde. Kurz darauf, am 5. September 1937, ging es für die Ryūjō zurück in chinesische Gewässer.
Ende September 1937 war das Schiff an Operationen in Raum Guangzhou und ab 5. Oktober wieder vor Shanghai beteiligt. Am 6. Oktober wurde die Luftgruppe auf den Flugplatz Kunda verlegt, um die Landoperationen in den Gebieten um Shanghai und Nanking zu unterstützen. Im November 1937 kehrte der Flugzeugträger nach Japan zurück und wurde kurzzeitig als Ausbildungsschiff eingesetzt. Im Januar 1938 formierte die Ryūjō mit dem neu in Dienst gestellten Träger Sōryū und vier Zerstörern die 2. Trägerdivision unter dem Kommando von Konteradmiral Teizo Mitsanumi. Zwischen März/April und Oktober 1938 unterstützte die Luftgruppe des Trägers weiterer Operationen im Raum Südchina. Diesen folgte vom Dezember 1939 bis Januar 1940 eine Werftliegezeit mit anschließender Verwendung als Ausbildungsschiff. Im November 1940 wurde sie das Flaggschiff der 3. Trägerdivision unter Konteradmiral Kakuta Kakuji und nach Bildung der Kidō Butai Flaggschiff der 4. Trägerdivision.

#### Pazifikkrieg
Nach Beginn des Pazifikkrieges unterstützte die Ryūjō die Invasion der Philippinen, anfangs durch drei Luftangriffe auf den amerikanischen Marinestützpunkt Davao auf Mindanao, bei welchem zwei Consolidated-PBY-Catalina-Flugboote am Boden zerstört wurden, aber auch zwei eigene Maschinen verloren gingen. Am 20. Dezember diente sie zur Deckung der Landung bei Davao, wobei ein britischer Öltanker versenkt wurde. Anfang 1942 fuhr der Träger weitere Einsätze in Ostasien. Während die Kidō Butai Midway angriff, attackierten die Flugzeuge der Ryūjō am 3. und 4. Juni 1942 Dutch Harbor in Alaska während der Schlacht um die Aleuten. Nachdem die Amerikaner im August 1942 begonnen hatten, die südlichen Salomonen zu erobern, lief die Ryūjō mit einem Konvoi in Richtung Guadalcanal, um die dortigen japanischen Truppen zu unterstützen.

#### Untergang

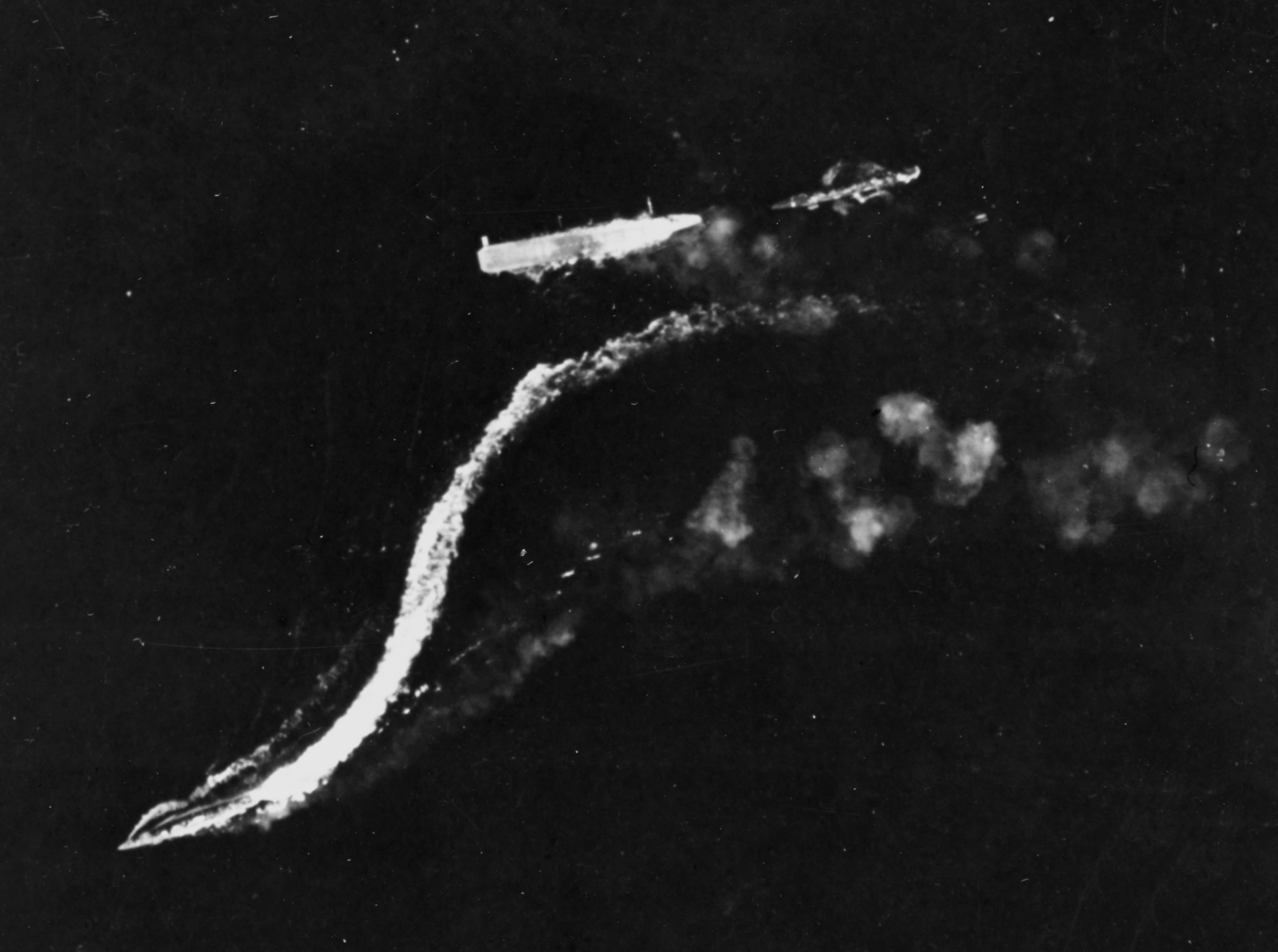
Amerikanische Luftaufnahme der beschädigten Ryūjō vom 24. August 1942. Die Zerstörer Amatsukaze (unten links) und Tokitsukaze (rechts) sind ebenfalls erkennbar.

In den frühen Morgenstunden des 24. August 1942 lief die Ryūjō, gesichert durch den Schweren Kreuzer Tone und die beiden Zerstörer Amatsukaze und Tokitsukaze, nach Süden, um einen Angriff gegen Guadalcanal durchzuführen. Um 8:05 Uhr sowie um 10:30 Uhr wurde die Kampfgruppe dabei jeweils durch ein Catalina-Flugboot gesichtet.
Um 11:20 Uhr startete eine Gruppe von sechs Nakajima-B5N2-Bombern, gesichert durch fünf Mitsubishi-A6M2-Jagdflugzeuge, um einen Luftangriff auf Henderson Field zu fliegen, welchem eine zweite Gruppe um 12:45 Uhr mit weiteren neun A6M2, bestückt mit 60 kg Bomben, mit dem gleichen Ziel folgte. Die erste Gruppe kam um 12:15 Uhr über Guadalcanal an und wurde durch zehn Grumman F4F der VMF-223 und 212 der US-amerikanischen Marine und später zwei Bell P-400 der US-amerikanischen Heeresluftwaffe angegriffen. In diesen Luftkämpfen wurden zwei F4F abgeschossen, während die Japaner vier B5N2 und drei A6M2 verloren. Beide Angriffe verursachten am Boden nur geringe Schäden.
Von dem Flottenflugzeugträger Saratoga starten um 13:15 Uhr 30 Douglas-SBD-Sturzkampfbomber und acht Grumman-TBF-Torpedobomber, welche um 13:57 Uhr den japanischen Träger erreichten. Im Kampf wurde eine TBF abgeschossen, die Ryūjō erhielt jedoch vier Bomben-, mehrere Bombennah- sowie einen Torpedotreffer. In der Folge brachen Brände aus, außerdem wurde der Steuerbordmaschinenraum geflutet. Das angeschlagene Schiff zog sich nun auf Befehl Admiral Yamamotos nach Norden zurück. Die Besatzung konnte zwar die ausgebrochenen Feuer löschen, das Volllaufen der Kessel- und Maschinenräume ließ sich aber nicht mehr unterbinden. Um 14:20 Uhr blieb die Ryūjō deswegen ohne Fahrt und mit 21° Schlagseite nach Steuerbord liegen.
Um 15:15 Uhr wurde der Träger durch die Schiffsführung aufgegeben und der sie eskortierende Zerstörer Amatsukaze näherte sich entlang der tiefer liegende Steuerbordseite, um die Besatzung zu übernehmen. Zwischen 16:10 Uhr und 16:25 Uhr und nochmals 17:30 Uhr wurde der Verband durch amerikanische Boeing B-17 bombardiert, diese wurden jedoch von japanischen Jagdmaschinen angegriffen und konnten keine weiteren Schäden anrichten.
Nachdem die Bergung der Besatzung abgeschlossen und das Öffnen der Seewasserventile gelungen war, kenterte die Ryūjō um 17:55 Uhr über Steuerbord und versank bei Position 6° 10′ S, 160° 50′ O. Angriff und Untergang kosteten 120 Mann der Besatzung, davon sieben Offiziere einschließlich des Ersten Offizier, das Leben. Die Ryūjō wurde am 10. November 1942 aus der Flottenliste der Schiffe der Kaiserlichen Marine gestrichen.

## Name

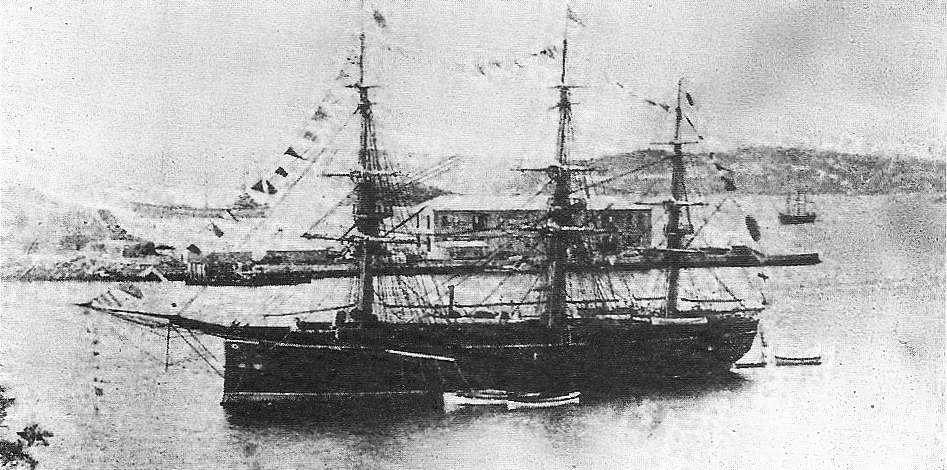
Die Namensvorgängerin, Anfang der 1870er.

Die Ryūjō (龍驤) war nach dem Panzerschiff gleichen Namens – das von Mitte 1869 bis Dezember 1893 in Dienst stand – das zweite Kriegsschiff einer japanischen Marine, welches diesen Namen trug.

## Technische Beschreibung

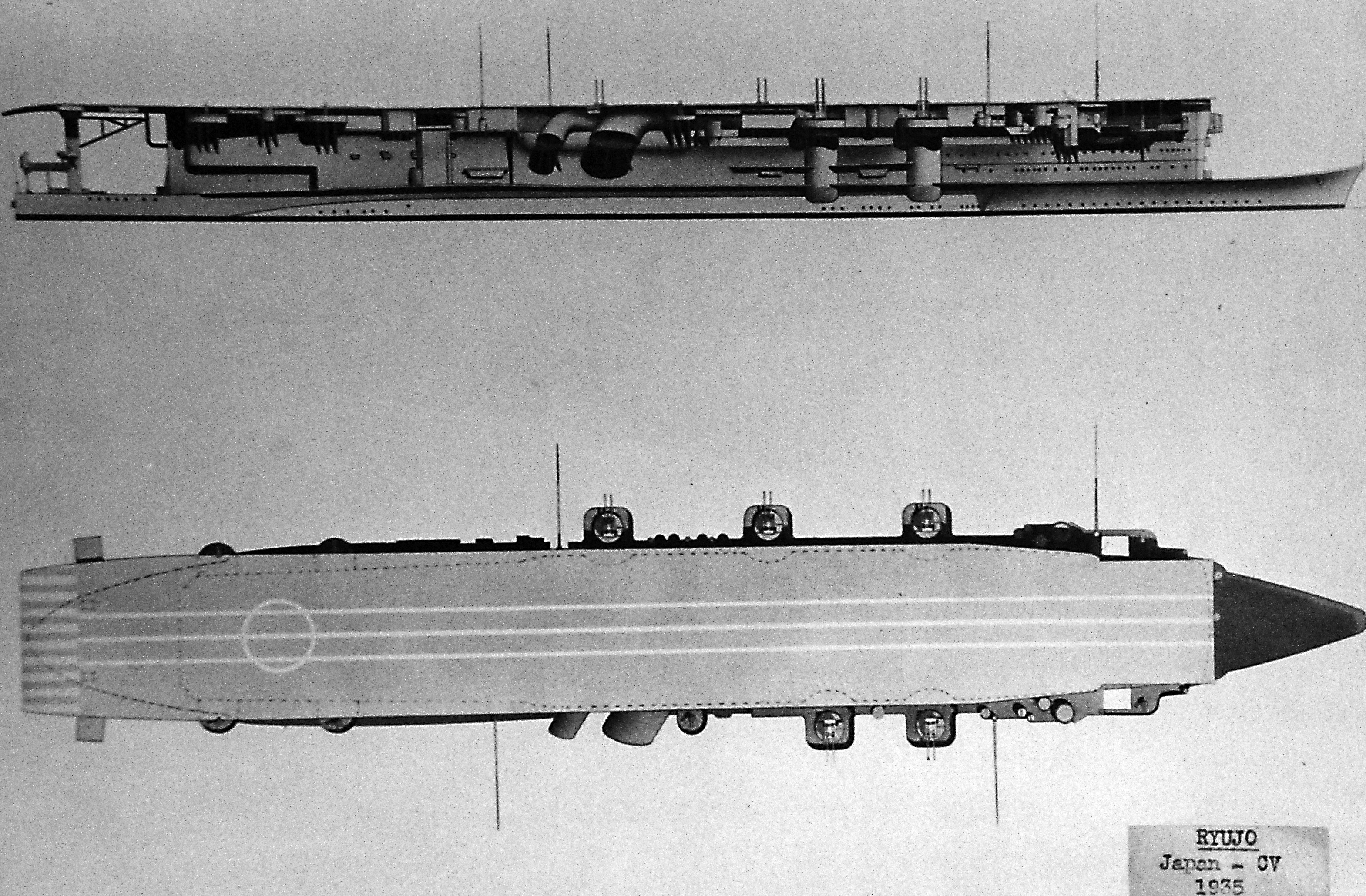
Diagramm der Ryūjō, aus einem amerikanischen Erkennungshandbuch.

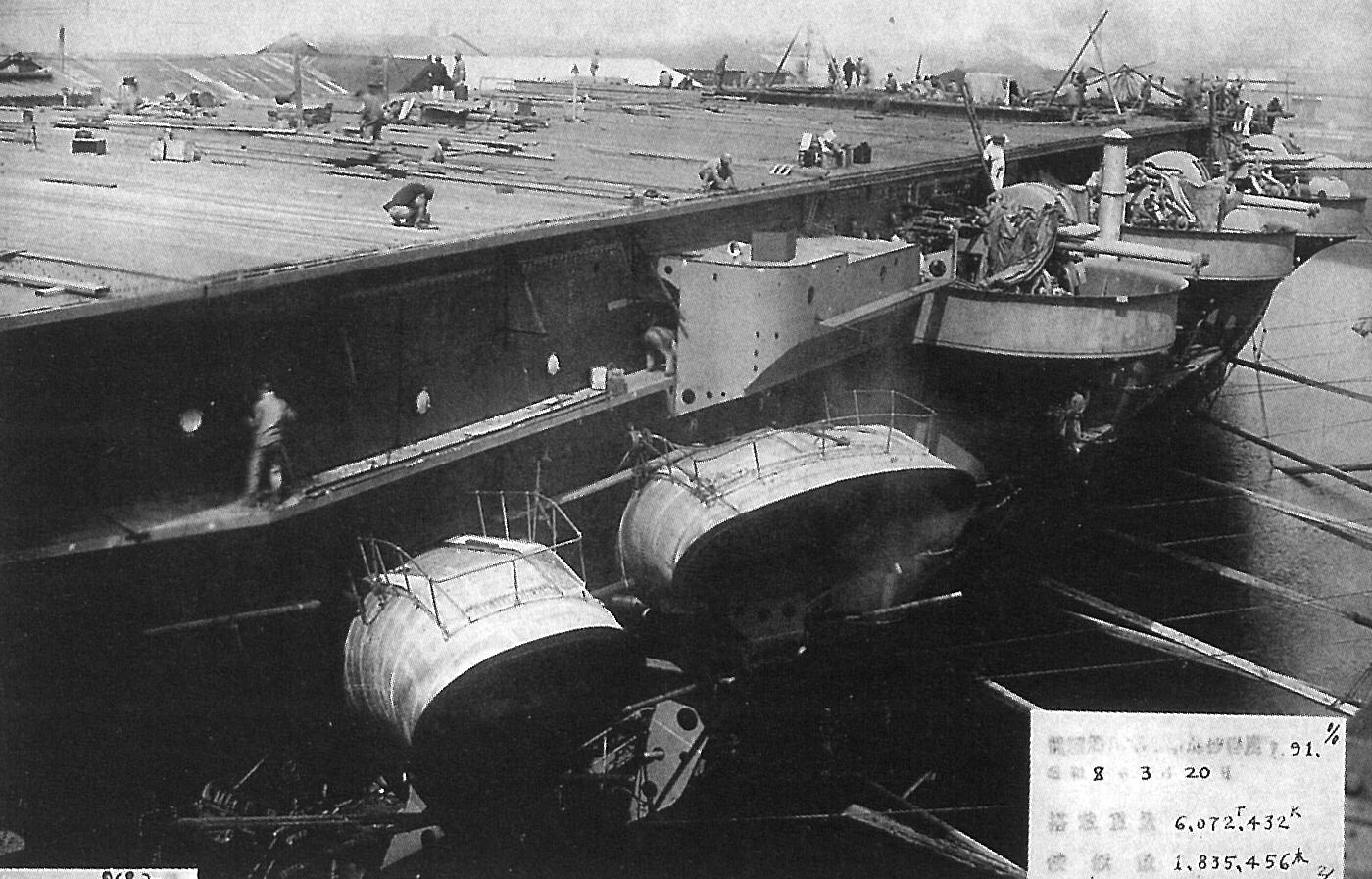
Ryūjō vor ihrer Indienststellung, noch mit allen drei 12,7-cm-Zwillingslafetten auf der Steuerbordseite.

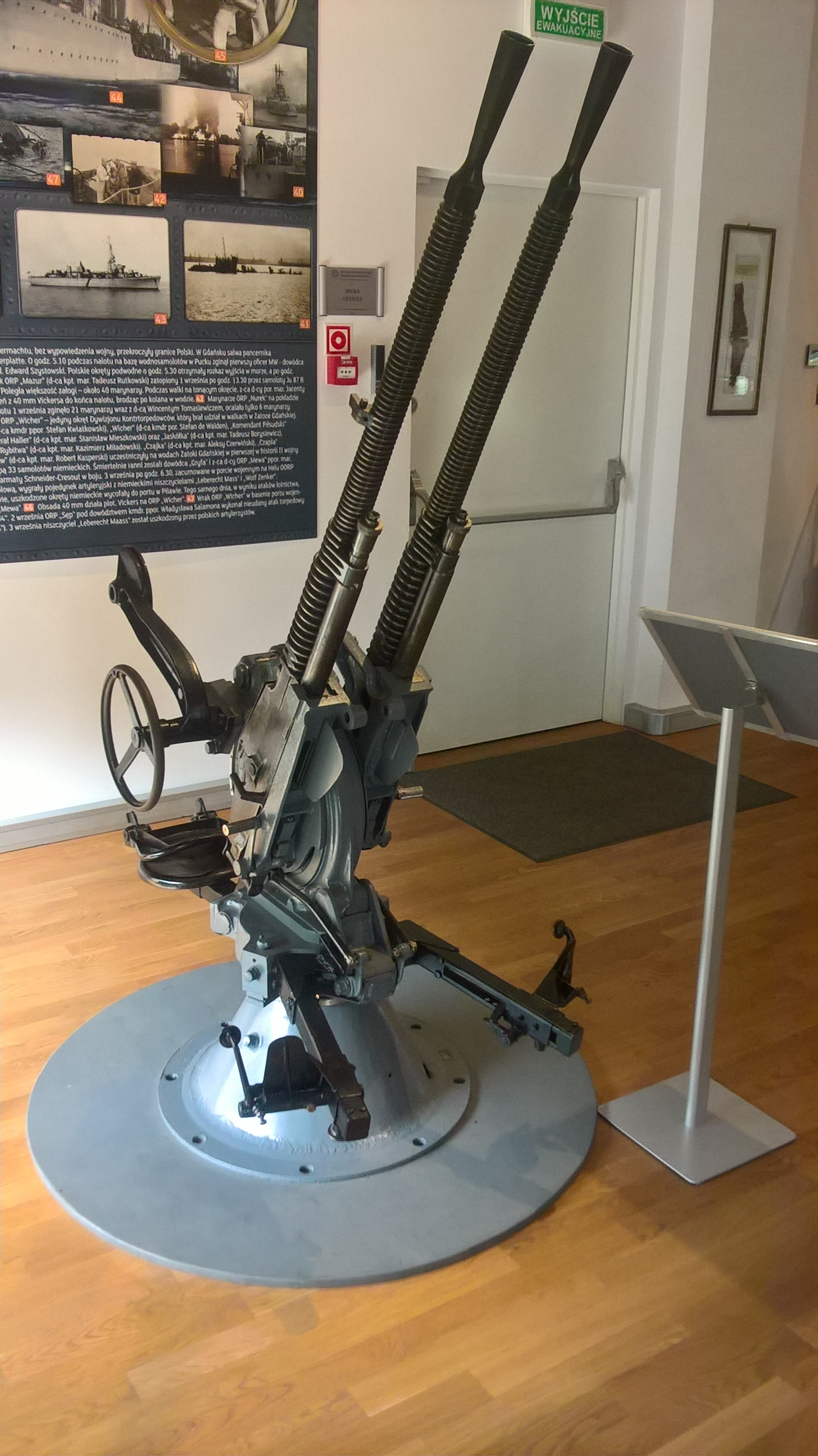
Polnisches wz.30-(Typ-93)-Flugabwehr-MG in Zwillingslafette, ähnlich wie es auf der Ryūjō eingesetzt wurde.

### Rumpf
Der Rumpf der Ryūjō, unterteilt in wasserdichte Abteilungen, war über alles 179,9 Meter lang, 23 Meter breit und hatte bei einer Einsatzverdrängung von 13.650 Tonnen einen Tiefgang von 5,56 Metern.

#### Flugdeck
Das ungepanzerte hölzerne Flugdeck und die beiden darunter liegenden 3.871 m² (102,4 m × 18,9 m) großen Hangardecks waren nicht Teil des Schiffskörpers, sondern als Aufbauten ausgeführt. Das Flugdeck hatte die Form eines Rechtecks mit den Abmessungen 165,5 m × 23 m, welches nicht bis zum Bug reichte und achtern, gestützt durch zwei Stelzen, über die Aufbauten hinausreichte. Den landenden Flugzeugen standen sechs Bremsseile zur Verfügung, welche ab 1936 auch Luftfahrzeuge mit einem Gewicht von 6 Tonnen stoppen konnten.
Zum Bewegen von Flugzeugen zwischen den Hangars und dem Flugdeck verfügte der Träger über zwei Aufzüge, wobei der vordere 15,7 m × 11,1 m und der hintere 10,8 m × 8 m maß. Der kleine hintere Aufzug wurde im Laufe der Dienstzeit der Ryūjō zu einem Problem, da immer größere Flugzeuge eingesetzt wurden. Dies machte das Schiff quasi zu einem Einzelaufzugsträger und behinderte den Transfer von Flugzeugen in und aus den Hangars zum Aufrüsten und Auftanken während Kampfeinsätzen erheblich.

#### Kommandobrücke
Da das Schiff zum Typ der Glattdeckträger gehörte, dies bedeutet, dass keine „Insel“ – Bezeichnung des Kommandoturmaufbaus auf dem Flugdeck – auf ihm vorhanden war, wurde die Kommandobrücke über die gesamte Breite an die Vorderkante der Aufbauten unterhalb des Flugdecks gesetzt.

### Antrieb
Der Antrieb erfolgte durch sechs ölbefeuerte Dampferzeuger – Kampon-Kesseln des Yarrow-Typs – und zwei Getriebeturbinensätze, mit denen eine Gesamtleistung von 65.000 PS (47.807 kW) erreicht wurde. Diese gaben ihre Leistung an zwei Wellen mit je einer Schraube ab. Die Höchstgeschwindigkeit betrug 29 Knoten (54 km/h) und die maximale Fahrstrecke 10.000 Seemeilen (19.000 km) bei 14 Knoten, wofür 2.530 Tonnen Schweröl gebunkert werden konnten.

### Bewaffnung

#### Schwere Flugabwehr
Bei Indienststellung bestand die schwere Flugabwehrbewaffnung aus zwölf 12,7-cm-Geschützen mit Kaliberlänge 40 des Typ 89 in sechs Doppellafetten. Diese Anzahl wurde während des Umbaus im Jahr 1934 auf vier Doppellafetten reduziert, wobei die an Land gegebenen Geschütze durch leichte Flugabwehrbewaffnung ersetzt wurden. Die 12,7-cm-Geschütze erreichten eine Kadenz von rund 8 Schuss pro Minute und die maximale Reichweite betrug etwa 9,4 Kilometer bei 75° Rohrerhöhung. Die 24,5 Tonnen schweren Doppellafette war um 360° drehbar und hatte einen Höhenrichtbereich von −7° bis +75°.

#### Leichte Flugabwehr
Die leichte Flugabwehrbewaffnung bestand aus vierundzwanzig 13,2-mm-Maschinengewehren Typ 93 in zwölf Zwillingslafetten. Diese wurden beim Umbau von 1934 um vier 2,5-cm-Maschinekanonen des Typ 96 in Doppellafetten verstärkt.
Die 2,5-cm-Maschinenkanonen verschossen im Einsatz rund 110 bis 120 Schuss pro Minute, die effektive Reichweite lag bei etwa 3 Kilometern bei 85° Rohrerhöhung. Die 1,1 Tonnen schweren Zwillingslafetten waren um 360° drehbar und hatte einen Höhenrichtbereich von −10° bis +85°. Die 13,2-mm-Maschinengewehre verschossen im Einsatz rund 250 Schuss pro Minute, die Reichweite lag bei etwa 4,5 Kilometern bei 85° Rohrerhöhung. Die 314 Kilogramm schwere Lafette war um 360° drehbar und hatte einen Höhenrichtbereich von −15° bis +85°.

### Luftgruppe
Die Luftgruppe des Trägers bestand aus maximal 48 Flugzeugen.

## Besatzung
Die Besatzung der Ryūjō  hatte eine Stärke von 924 Offizieren, Unteroffizieren und Mannschaften. Üblicherweise befehligte ein Stabsoffizier im Rang eines Kaigun-taisa (Kapitäns zur See) das Schiff.

### Liste der Kommandanten
| Nr. | Name                             | Beginn der Amtszeit | Ende der Amtszeit | Bemerkungen                                        |
| --- | -------------------------------- | ------------------- | ----------------- | -------------------------------------------------- |
| 1.  | Kapitän zur See Matsunaga Toshio | 9. Mai 1933         | 20. Oktober 1933  | seit 1. Dezember 1931 mit der Baubelehrung betraut |
| 2.  | Kapitän zur See Kuwabara Torao   | 20. Oktober 1933    | 15. November 1934 |                                                    |
| 3.  | Kapitän zur See Ono Ichiro       | 15. November 1934   | 31. Oktober 1935  |                                                    |
| 4.  | Kapitän zur See Kira Shunichi    | 31. Oktober 1935    | 16. November 1936 |                                                    |
| 5.  | Kapitän zur See Abe Katsuo       | 16. November 1936   | 1. Dezember 1937  |                                                    |
| 6.  | Kapitän zur See Okada Jisaku     | 1. Dezember 1937    | 15. Dezember 1938 |                                                    |
| 7.  | Kapitän zur See Kosaka Kanae     | 15. Dezember 1938   | 15. November 1939 |                                                    |
| 8.  | Kapitän zur See Hasegawa Kiichi  | 15. November 1939   | 21. Juni 1940     |                                                    |
| 9.  | Kapitän zur See Sugimoto Ushie   | 21. Juni 1940       | 25. April 1942    |                                                    |
| 10. | Kapitän zur See Kato Tadao       | 25. April 1942      | 24. August 1942   |                                                    |